# Claypool (condado de Summers)
Claypool (condado de Summers) es un área no incorporada ubicada dentro del Distrito New River, una división civil menor del condado de Summers, Virginia Occidental, Estados Unidos. Está catalogada como un asentamiento humano por la Junta de Nombres Geográficos de los Estados Unidos.
El número de identificación (ID) asignado por el Servicio Geológico de Estados Unidos es 1554141.

## Geografía
Se encuentra a una altitud de 581 metros sobre el nivel del mar (1906 pies) según el conjunto de datos de elevación nacional.